# Élection départementale partielle dans l'Essonne en 2018
Une élection départementale partielle a lieu dans l'Essonne en France en 2018.

## Synthèse
À la suite du décès en mai 2018 de Serge Dassault, élu en 2015 en tant que suppléant de Jean-Pierre Bechter et qui était devenu conseiller départemental lors de la démission du titulaire, des élections départementales partielles sont organisées les 1er et, le cas échéant, 7 juillet 2018 afin de désigner le nouveau conseiller départemental de Corbeil-Essonnes. Bruno Piriou (ex-PCF), opposant historique à Dassault, ne se représente pas et « appelle les forces de gauche, écologistes, associatives et citoyennes, à travailler ensemble à l'émergence d'une candidature issue du cœur battant et généreux de Corbeil-Essonnes ».
Les candidats sont : 
- Jean-Pierre Bechter (LR), ancien conseiller départemental du canton ;
- Elsa Touré, présidente du mouvement politique le Printemps de Corbeil, âgée de 28 ans et soutenue par la France insoumise et le PCF ;
- Jérôme Brézillon, également conseiller municipal d'opposition à Corbeil  (PS), mais qui se présente sans étiquette, tout en étant soutenu par le PS ;
- Jacques Picard (EELV), ancien conseiller régional d'Île-de-France, soutenu par Génération.s, le mouvement de Benoît Hamon  ;
- Grégory Saillol, 40 ans, candidat du Rassemblement national (ex-FN) – dont les candidats Gabriel Caillet et Sophie Legoff  avaient affrontés au 2d tour de 2015 Jean-Pierre Bechter – qui doit être nommé trésorier de la fédération de l'Essonne ;
- Jean-Philippe Dugault (animateur local du comité LREM de Corbeil).

Le premier tour est marqué par une très forte abstention, 89 % et Jean-Pierre Bechter ainsi que Elsa Touré accèdent au second tour, que remporte Jean-Pierre Bechter, avec 55,44 % des bulletins exprimés mais une participation à peine supérieure à celle du premier tour, 11,98 %.
| Candidats             | Partis      | Partis      | Premier tour | Premier tour | Second tour | Second tour |
| Candidats             | Partis      | Partis      | Voix         | %            |             | %           |
| --------------------- | ----------- | ----------- | ------------ | ------------ | ----------- | ----------- |
| Jean-Pierre Bechter   |             | LR          | 1 215        | 35,06        |             | 55,44       |
| Elsa Touré            |             | FI          | 754          | 21,76        |             | 44,56       |
| Grégory Saillol       |             | RN          | 476          | 13,74        |             |             |
| Jacques Picard        |             | EELV        | 374          | 10,79        |             |             |
| Jean-Philippe Dugault |             | LREM        | 332          | 9,58         |             |             |
| Jérôme Brézillon      |             | PS          | 314          | 9,06         |             |             |
|                       |             |             |              |              |             |             |
| Inscrits              | Inscrits    | Inscrits    | 32 519       | 100,00       |             |             |
| Abstentions           | Abstentions | Abstentions | 28 970       | 89,09        |             |             |
| Votants               | Votants     | Votants     | 3 549        | 10,91        | 3 899       | 11,98       |
| Blancs                | Blancs      | Blancs      | 43           | 1,21         |             |             |
| Nuls                  | Nuls        | Nuls        | 41           | 1,15         |             |             |
| Exprimés              | Exprimés    | Exprimés    | 3 465        | 10,66        |             |             |
| * conseiller sortant  |             |             |              |              |             |             |